# Jushatyria
Jushatyria (юшатирія) — вимерлий рід архозаврів. Скам'янілості були знайдені в місцевості Колтаєво III, район Кумертау поблизу Уральських гір в європейській Росії з Букобайського горизонту. Місце знаходження належить до ладинського ярусу середнього тріасу. Було описано додатковий матеріал з місцевості на березі річки Бердянка, яку раніше приписували рауісухідоподібному архозавру. Однак цей матеріал відрізнявся від оригінальних зразків, оскільки в ньому були відсутні щілиноподібні передньоглазні отвори, що супроводжують передньоглазничну ямку. Несбітт (2009) і Гауер і Сенніков (2000) припустили, що весь матеріал, який зараз згадується про юшатирію, швидше за все, не представляє єдиного таксону. Отже, юшатирія відома лише з її голотипу PIN 2867/5, неповної лівої верхньої щелепи. Оскільки верхня щелепа пошкоджена, багато символів "Rauisuchia" не вдалося перевірити. Jushatyria було повторно віднесено до індетермінантних архозаврів на підставі наявності анторбітальної ямки на бічній поверхні верхньої щелепи.